# Schlesischer Landrücken
Der Schlesische Landrücken ist der östliche Ausläufer des Südlichen Landrückens in Schlesien in Polen. Im engeren Sinne umfasst der schlesische Landrücken nur die Trebnitzer Berge (Wzgórza Trzebnickie), deren höchste Erhebung der Pfarrberg (Góra Farna) ist.

## Topographie
Der schlesische Landrücken durchzieht von Westnordwest nach Ostsüdost das nördliche Schlesien und schließt sich in Großpolen, am Ursprung der Malapane, an das polnische Bergland an. Seine Breite beträgt durchschnittlich 45 km, seine Länge rund 200 km, wobei im Norden das Glogauer Tal und im Süden das Breslauer Tal liegt.
Bei Militsch wird der Landrücken von der Oder durchbrochen, die sich hier nach Süden wendet. Die Oder wendet sich im Glogauer Tal wieder nach Westen, dreht bei Neusalz (Nowa Sól) wieder nach Norden und im Warschau-Berliner Urstromtal wieder nach Westen, so dass der Landrücken in einen Ostteil und einen etwas längeren Westteil zerfällt.
Als östlichster Ausläufer des Landrückens können die Hügel bei Mixstadt und die Schildberger Höhen (Wzógrza Ostrzeszowskie) südlich von Ostrów Wielkopolski aufgefasst werden.  Die Schildberger Höhen und die Schleiser Höhen schaffen das Becken von Groß Wartenberg (Syców), das zur Bartsch entwässert. An die Schildberger Höhen schließen sich im Westen die Festenberger Höhen (Wzgórza Twardogórskie) an, an deren Ostende Neumittelwalde (Międzybórz) liegt. Ein markanter Berg ist der Korsarenberg (Zbójnik) nordwestlich von Neumittelwalde.
Östlich der Senke von Groß Graben beginnen die Höhen südlich von Militsch, deren höchste Ergebung die Johanna-Höhe (Wzgórze Joanny) ist. Die Fortsetzung des Landrückens nach Westen ist das Trebnitzer Katzengebirge, dessen höchster Berg der Pfarrberg westlich von Trebnitz ist. Im weiteren Verlauf schließt sich ein Höhenzug des Katzengebirges mit dem Gneisenauberg an.
Westlich des Trebnitzer Katzengebirges schließt sich die Riemberger Hochfläche an, die zur Dyhernfurther Schwelle bei Brzeg Dolny hinleitet. Im Norden liegen die Stroppener Berge (Wzgórze Strupińskie), eine Fortsetzung der Hochfläche. Durch das Zusammentreffen des Landrückens mit der Posener Hochfläche bilden sich in der Bartschniederung das Trachenberger Tal ( Kotlina Żmigrodzka) und das Adelnauer Tal (Kotlina Odolanowska).
Westlich des Oderdurchbruchs zwischen Maltsch und Köben setzt die Hochfläche südlich von Steinau die Dyhernfurther Schwelle fort. Den westlichen Abschnitt des Landrückens bilden die Köbener Berge. Hier trennt eine Bucht des Glogauer Tals die Köbener Berge vom Glogauer Katzengebirge, wobei die Polkwitzer Berge (Wzgórza Polkowickie) hier den nach Süden herausgerückten Landrücken bilden. Nach Westen an das Glogauer Katzengebirge schließen sich die Dalkauer Berge an. Die Hügel östlich Naumburg am Bober (Nowogród Bobrzański) werden als letzter Höhenzug zum Landrücken gezählt.